# Bionic
Bionic je šesté studiové album americké zpěvačky Christiny Aguilery. Poprvé vyšlo 4. června 2010 u RCA records ve spolupráci s rozličnými producenty a textaři jakými byli například Tricky Stewart, Polow da Don a Samuel Dixon. Album je směsicí mnoha žánrů jako R&B, pop, elektropop a synthpop.
Po vydání ve Spojených státech se album vyhouplo na třetí příčku hitparády Billboard 200 se 110 tisíci prodanými kopiemi. V Británii zaznamenalo smíšený úspěch, kdy se album dostalo na první příčku hitparády, ale později bylo Entertainment Weekly označeno jako páté nejhorší album roku 2010.
První singl z desky s názvem "Not Myself Tonight" měl premiéru 30. března 2010 na webových stránkách zpěvačky. Oficiální premiéru si odbyl až 13. dubna 2010 a obsadil přední místa hitparád v téměř 40 zemích. Druhý singl "Woohoo" ve spolupráci s americkou raperkou Nicki Minaj měl premiéru 18. května, ale propadl – objevil se až na 79. místě Billboard Hot 100. Třetí a poslední singl "You Lost Me", který vyšel 6. června, nedopadl o moc lépe. Aguilera se snažila album propagovat v rámci televizních show a plánovala i sérii vystoupení Bionic Tour – z nápadu ale brzo po ohlášení sešlo.

## Seznam písní
| Pořadí | Název                      | Hudba             | Text                                                                      | Délka |
| ------ | -------------------------- | ----------------- | ------------------------------------------------------------------------- | ----- |
| 1.     | Bionic                     | John Hill, Switch | Christina Aguilera, John Hill, Dave Taylor, Kalenna Harper                | 3:21  |
| 2.     | Not Myself Tonight         | Polow da Don      | Jamal Jones, Ester Dean, Jason Perry, Greg Curtis                         | 3:05  |
| 3.     | Woohoo (feat. Nicki Minaj) | Polow da Don      | Aguilera, Jones, Dean, Claude Kelly, Nicki Minaj                          | 5:28  |
| 4.     | Elastic Love               | John Hill, Switch | Aguilera, M.I.A., Hill, Taylor                                            | 3:34  |
| 5.     | Desnudate                  | Tricky Stewart    | Aguilera, Christopher Stewart, Kelly                                      | 4:25  |
| 6.     | Love & Glamour (Intro)     |                   |                                                                           | 0:11  |
| 7.     | Glam                       | Tricky Stewart    | Aguilera, Stewart, Kelly                                                  | 3:40  |
| 8.     | Prima Donna                | Tricky Stewart    | Aguilera, Stewart, Kelly                                                  | 3:26  |
| 9.     | Morning Dessert (Intro)    | Focus...          | Bernard Edward Jr.                                                        | 1:33  |
| 10.    | Sex for Breakfast          | Focus...          | Aguilera, Detail, Edward Jr.                                              | 4:49  |
| 11.    | Lift Me Up                 | Linda Perry       | Linda Perry                                                               | 4:07  |
| 12.    | My Heart (Intro)           |                   |                                                                           | 0:19  |
| 13.    | All I Need                 | Samuel Dixon      | Aguilera, Sia Furler, Samuel Dixon                                        | 3:33  |
| 14.    | I Am                       | Samuel Dixon      | Aguilera, Furler, Dixon                                                   | 3:52  |
| 15.    | You Lost Me                | Samuel Dixon      | Aguilera, Furler, Dixon                                                   | 4:17  |
| 16.    | I Hate Boys                | Polow da Don      | Aguilera, Jones, Dean, William Tyler, Bill Wellings, J. J. Hunter         | 2:24  |
| 17.    | My Girls (feat. Peaches)   | Le Tigre          | Aguilera, Kathleen Hanna, Johanna Fateman, JD Samson, Merrill Beth Nisker | 3:08  |
| 18.    | Vanity                     | Ester Dean        | Aguilera Dean, Kelly                                                      | 4:22  |

### Bonusy
| Pořadí | Název              | Hudba             | Text                                                                     | Délka |
| ------ | ------------------ | ----------------- | ------------------------------------------------------------------------ | ----- |
| 19.    | Monday Morning     | John Hill, Switch | Aguilera, Santigold, Hill, Taylor, Sam Endicott                          | 3:54  |
| 20.    | Bobblehead         | John Hill, Switch | Aguilera, White, Hill, Taylor                                            | 3:02  |
| 21.    | Birds of Prey      | Ladytron          | Aguilera, Cathy Dennis, Helen Marnie, Daniel Hunt, Mira Aroyo, Reuben Wu | 4:19  |
| 22.    | Stronger Than Ever | Samuel Dixon      | Aguilera, Furler, Dixon                                                  | 4:16  |
| 23.    | I Am (Stripped)    | Samuel Dixon      | Aguilera, Furler, Dixon                                                  | 3:55  |
| 24.    | Little Dreamer     | Ladytron          | Aguilera, Dennis, Hunt, Wu                                               | 4:11  |

## Obsazení
- Leo Abrahams – kytara
- Christina Aguilera – zpěv
- Brett Banducci – viola
- Felix Bloxsom – bicí, perkuse
- Denise Briese – kontrabas
- Alejandro Carbollo – pozoun
- Daphne Chen – housle
- Matt Cooker – violoncello
- Pablo Correa – perkuse
- Ester Dean – doprovodné vokály
- Samuel Dixon – kytara, baskytara, klavír, celesta
- Richard Dodd – violoncello
- Stefanie Fife – violncello
- Sam Fischer – housle
- Terry Glenny – housle
- Larry Goldings – klavír
- Jimmy Hogarth – kytara
- Chauncey „Hit-Boy“ Hollis – klávesy
- Paul Ill – baskytara
- Claude Kelly – doprovodné vokály
- James King – flétna, saxofon
- Anna Kostyuchek – housle
- John Krovoza – violoncello
- Marisa Kuney – housle
- Victoria Lanier – housle
- Juan Manuel-Leguizamón – perkuse
- Ami Levy – housle
- Abe Liebhaber – violoncello
- Diego Miralles – violoncello
- Julio Miranda – kytara
- Karolina Naziemiec – viola
- Neli Nikolaeva – housle
- Cameron Patrick – housle
- Peaches – rap
- Linda Perry – baskytara, kytara, perkuse, klavír, klávesy
- Radu Pieptea – housle
- Melissa Reiner – housle
- David Sage – viola
- Kellii Scott – bicí
- Arturo Solar – trubka
- Audrey Solomon – housle
- Jenny Takamatsu – housle
- Tom Tally – viola
- Jason Torreano – kontrabas
- Jessica van Velzen – viola
- Amy Wickman – housle
- Rodney Wirtz – viola
- Richard Worn – kontrabas
- Alwyn Wright – housle
- Deantoni Parks – bicí v „Monday Morning“